# Hefehof (Hameln)

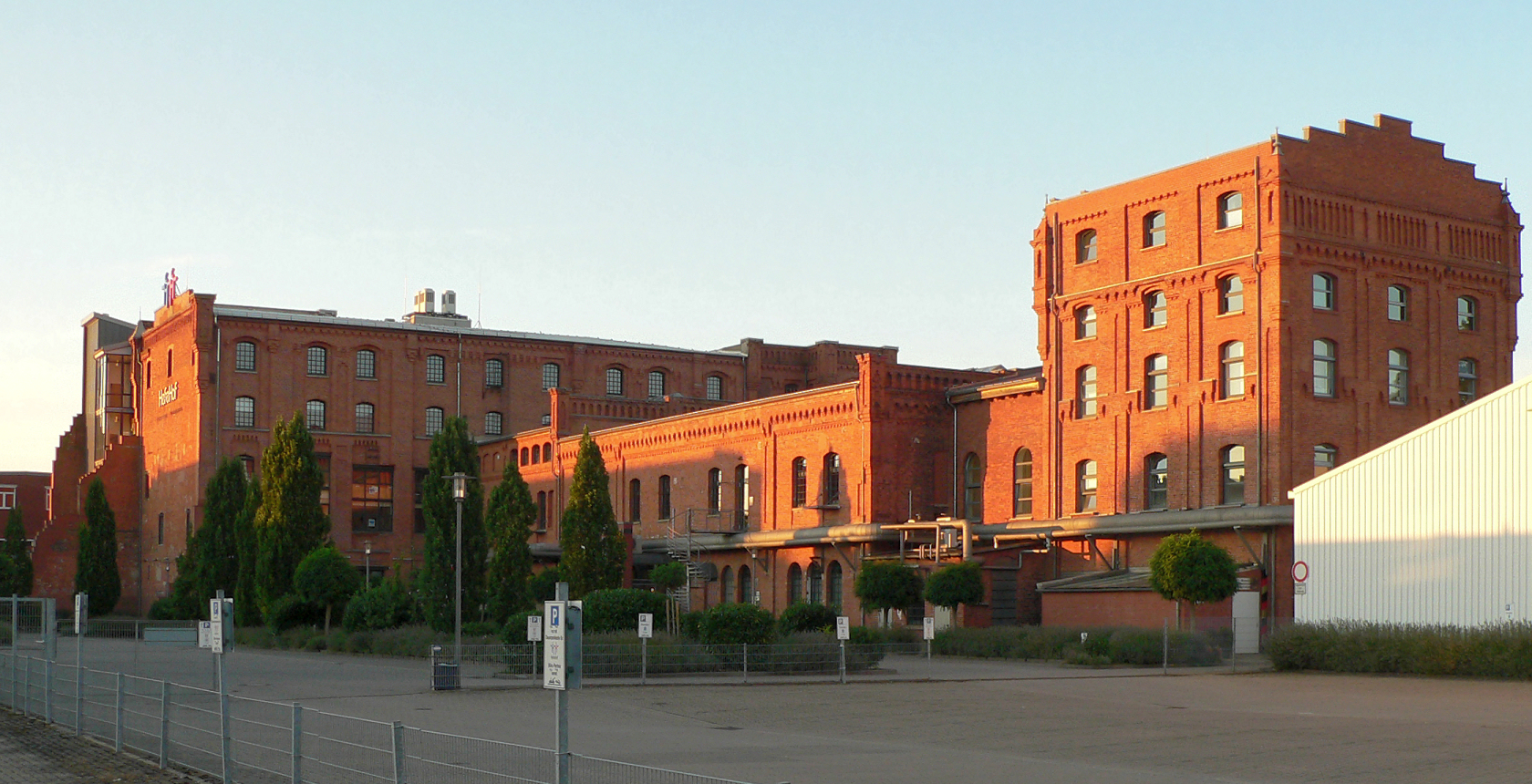
Hefehof (2018)

Der Hefehof (Eigenbezeichnung HefeHof) ist ein ursprünglich industriell genutzter Gebäudekomplex in Hameln in Niedersachsen, der heute ein multifunktionales Zentrum darstellt. Der zentrale Teil des Komplexes entstand 1870 als Zuckerfabrik. Von 1908 bis in die 1970er Jahre fand auf dem Gelände hauptsächlich die Herstellung von Hefeprodukten statt. Um das Jahr 2000 wurde das Areal für gewerbliche und kulturelle Nutzungen umgestaltet.

## Geschichte
Die 1870 in Hameln gegründete Bremer Zucker-Raffinerie raffinierte importierten Rohrzucker und hatte 300 Arbeitnehmer. Der hannoversche Architekt August Lingemann errichtete 1890 ein neues zentrales Werksgebäude im Gründerzeitstil. Die Zuckerfabrik wurde 1894 wurde auf die Zuckergewinnung aus Melasse umgestellt und stellte 1899 die Produktion ein. Die Dessauer Zuckerwerke übernahmen das Werk und lagerten in Teilbereichen Fertigzucker ein, so dass größere Betriebsflächen leer standen. 
1907 erwarben fünf Bäckermeister aus Bremen, Harburg, Emden und Hannover das Werk und gründeten die „Nord-West Deutsche Hefe- und Spritwerke Aktiengesellschaft“. Auf diese Weise wollten sie gegen Preisabsprachen in der Branche zu erwehren. Sie bauten die vorhandenen Betriebsanlagen um und produzierten Backhefe. Da bei der Hefeherstellung Alkohol anfiel, stellten sie auch Branntweinprodukte her.

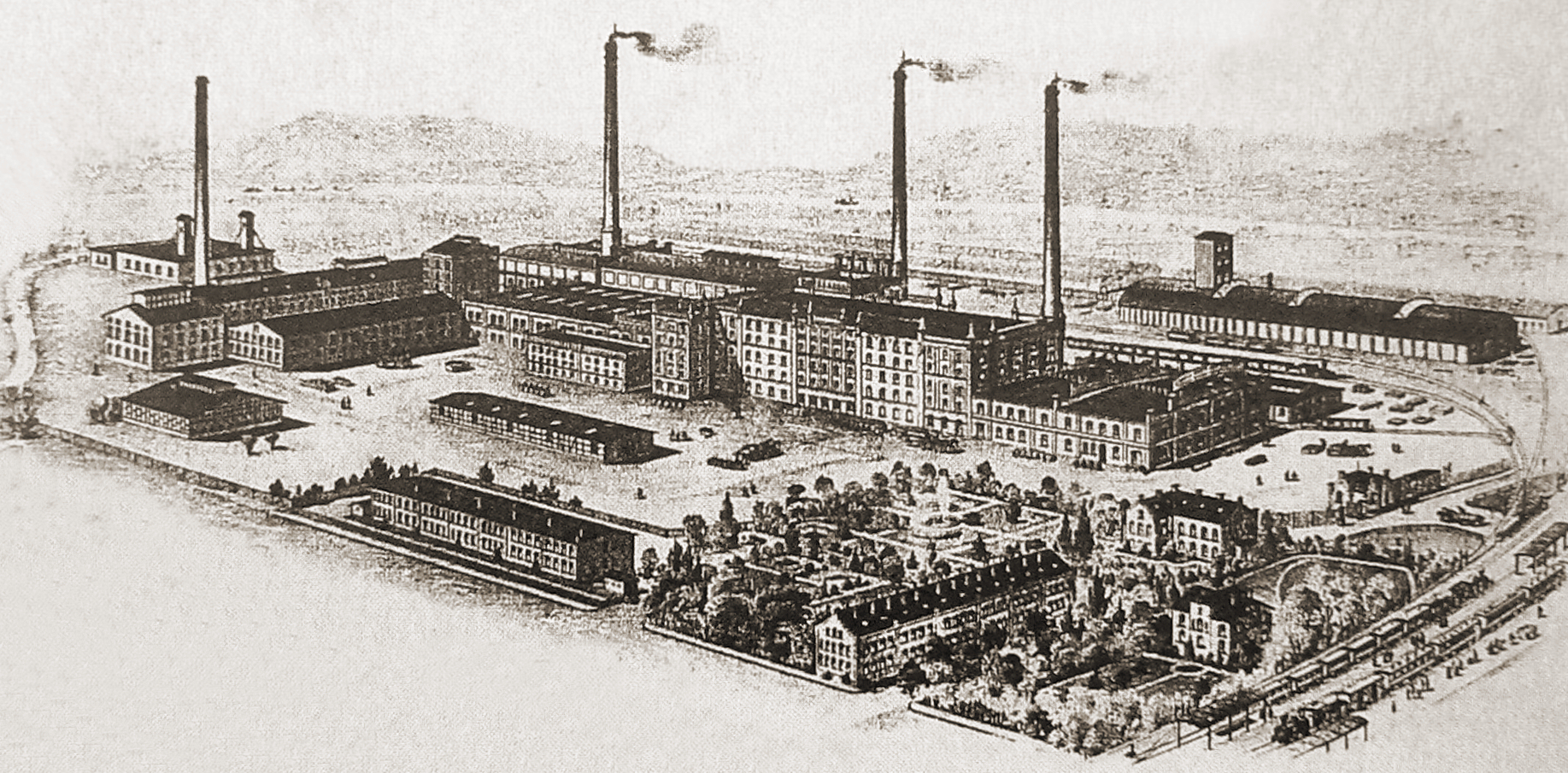
Hefehof (1911)

Ab 1909 siedelten sich auf dem Gelände zahlreiche weitere Betriebe an, unter anderem Automobilhersteller. Bei einem der Luftangriffe auf Hameln gegen Ende des Zweiten Weltkriegs, der dem in unmittelbarer Nähe gelegenen Bahnhof Hameln galt, wurden einzelne Betriebsgebäude zerstört. 1977 wurde die Hefe-Produktion nach Monheim verlagert, so dass große Teile des Betriebsgeländes ungenutzt blieben. Verschiedene Umnutzungsvorhaben ab 1978 konnten nicht realisiert werden. Auf den Randgrundstücken entstanden Läden.  
Ab 1998 erfolgte in Abstimmung mit der Stadt Hameln eine Umnutzung des Betriebsgeländes. Das Hauptgebäude wurde im Jahre 2000 umgebaut und beherbergt seither eine Einkaufszone mit Gastronomie, das Technologie- und Gründerzentrum der Stadt Hameln sowie einen kulturellen Veranstaltungsbereich.
Heute steht der Gebäudekomplex als gründerzeitliche Industriearchitektur unter Denkmalschutz.

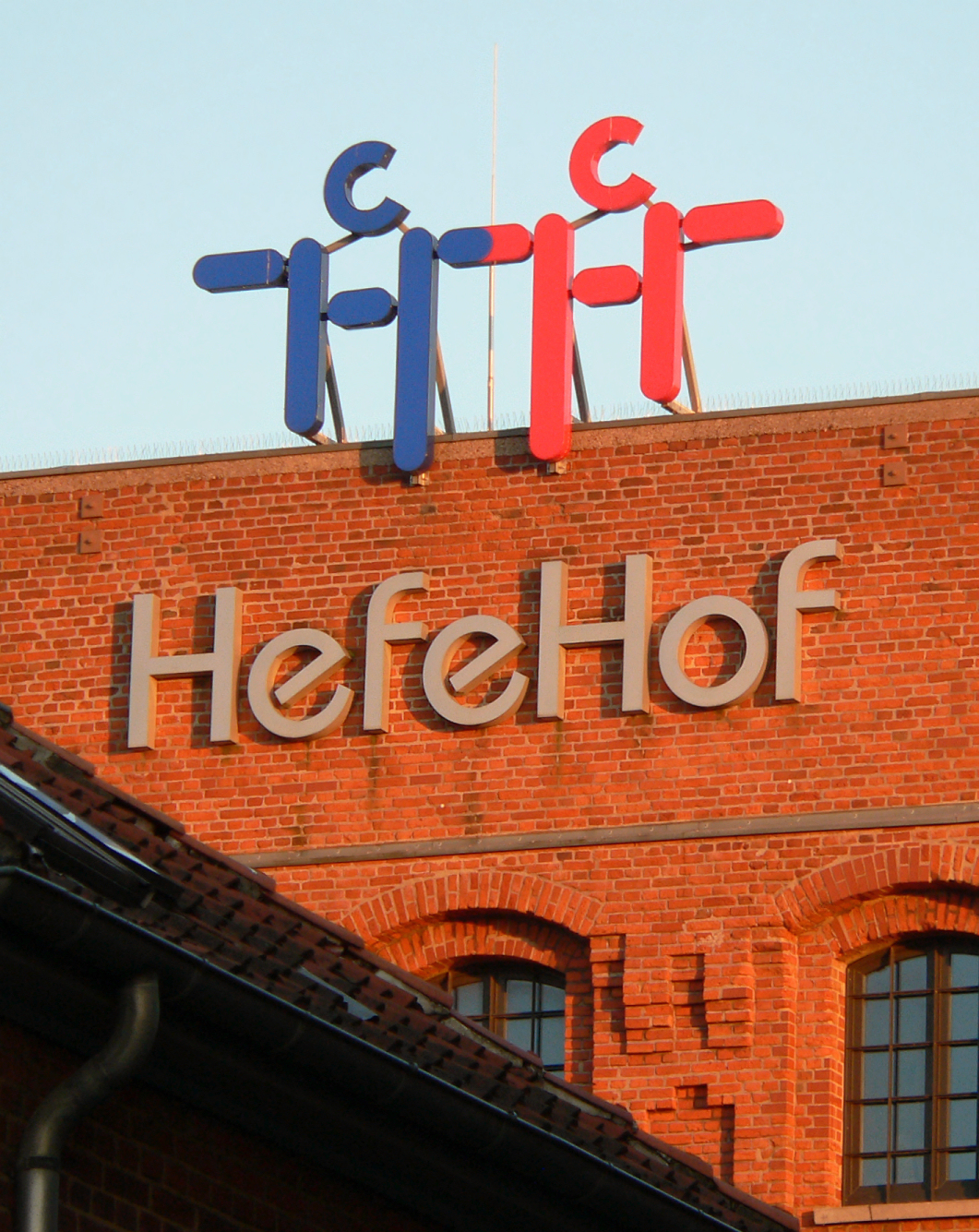
Logo des Hefehofs
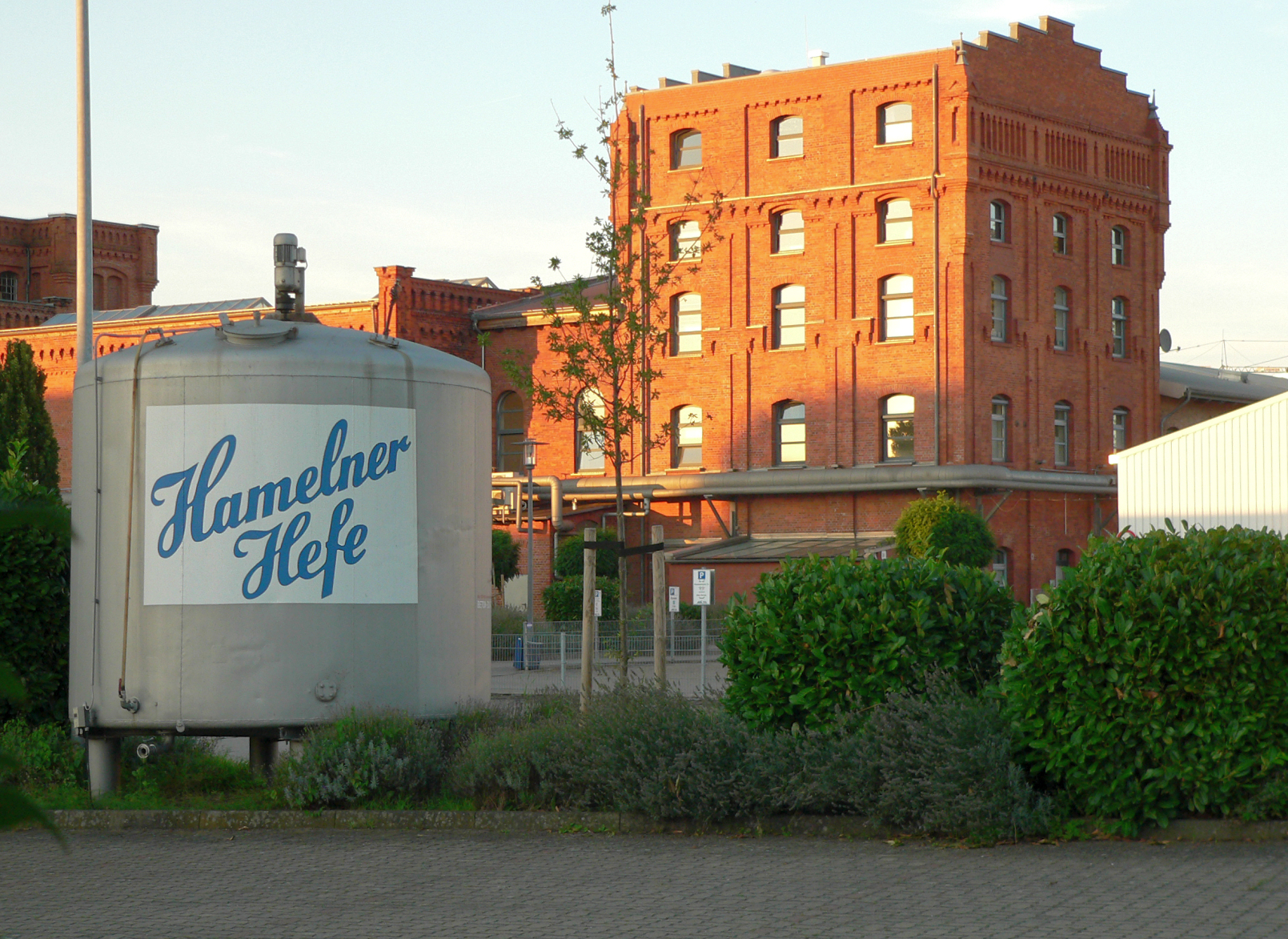
Ehemaliger Flüssigkeitstank vor dem Hefehof
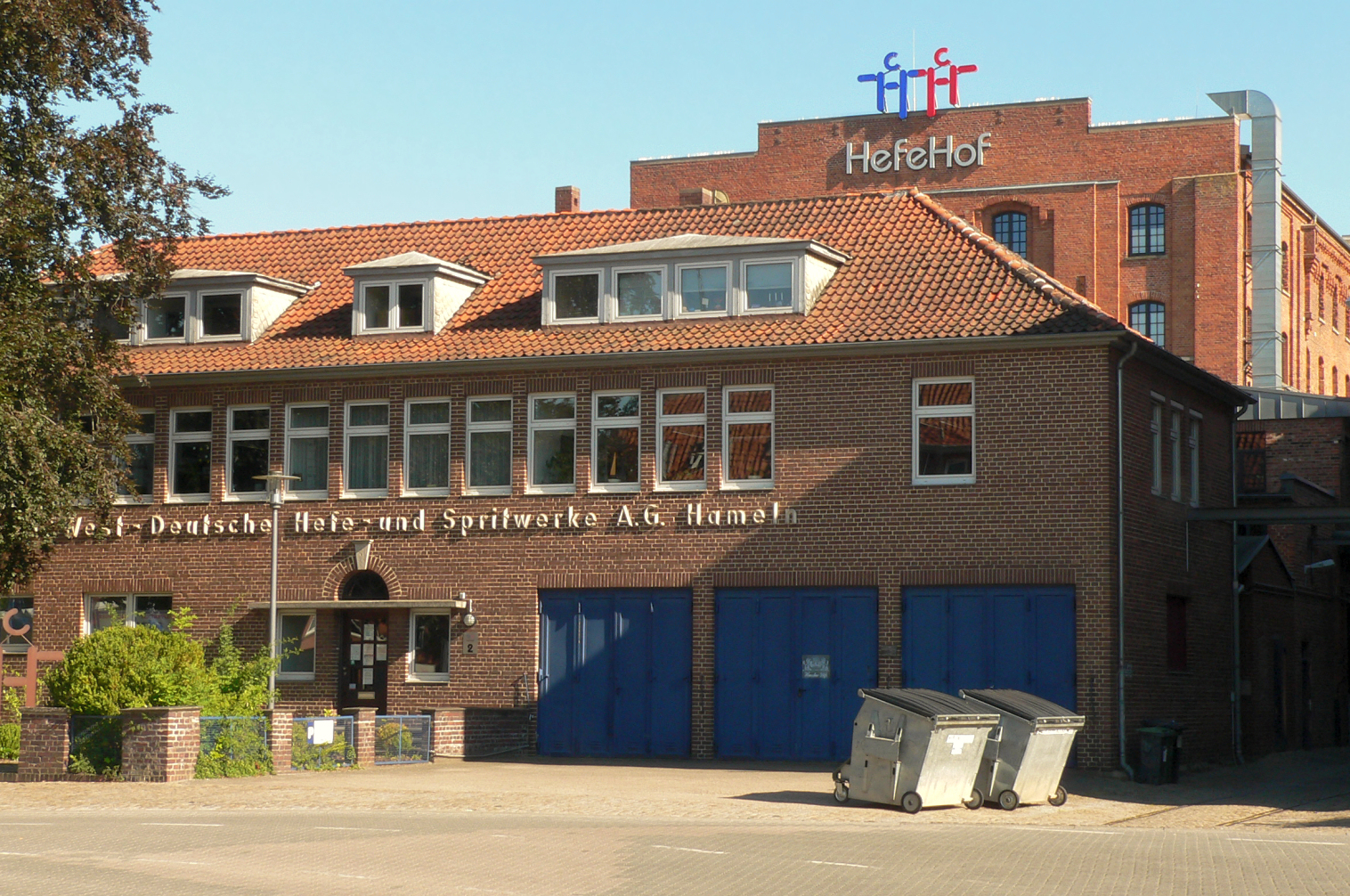
Gebäudeaufschrift „Nord-West Deutsche Hefe- und Spritwerke AG Hameln“